# Jeremias Antônio de Jesus
Jeremias Antônio de Jesus (ur. 27 maja 1966 w Atibaia) – brazylijski duchowny katolicki, biskup Guanhães w latach 2012–2018.

## Życiorys
10 grudnia 1993 otrzymał święcenia kapłańskie i został inkardynowany do diecezji Bragança Paulista. Po święceniach pracował głównie jako rektor seminarium. W 2006 mianowany proboszczem jednej z parafii w rodzinnym mieście, a rok później także dziekanem miejscowego dekanatu.
30 maja 2012 papież Benedykt XVI mianował go biskupem diecezji Guanhães. Sakry biskupiej udzielił mu 4 sierpnia 2012 biskup Bragança Paulista - Sérgio Aparecido Colombo.
4 lipca 2018 papież przyjął jego rezygnacją z pełnionego urzędu.